# Serica fulvopubens
Serica fulvopubens är en skalbaggsart som beskrevs av Edmund Reitter 1896. Serica fulvopubens ingår i släktet Serica och familjen Melolonthidae. Inga underarter finns listade i Catalogue of Life.